# Puranii de Sus
Puranii de Sus – wieś w Rumunii, w okręgu Teleorman, w gminie Purani. W 2011 roku liczyła 758 mieszkańców.